# Enneapterygius bahasa
Enneapterygius bahasa es una especie de pez de la familia Tripterygiidae en el orden de los Perciformes.

## Morfología
• Los machos pueden llegar alcanzar los3,2 cm de longitud total.

## Hábitat
Es un pez de mar de clima tropical y asociado a los  arrecifes de coral que vive hasta los 18 m de profundidad.

## Distribución geográfica
Se encuentra en el Japón, Taiwán las Filipinas, Indonesia Papúa Nueva Guinea, Australia,  Palau y Guam.